# Lorenzo Bernucci
Lorenzo Bernucci (Sarzana, província de La Spezia, 15 de setembre de 1979) és un ciclista italià, professional del 2002 al 2010. S'especialitza en curses d'un dia, malgrat que la seva victòria més important va ser una etapa del Tour de França del 2005.
Va néixer el 15 de setembre del 1979 a Sarzana. Va debutar a les files del Landbouwkrediet-Colnago, fins que el 2005 va marxar al Fassa Bortolo. Tanmateix, el patrocinador de l'equip va deixar de patrocinar-lo al final de la temporada, i el T-Mobile Team va aconseguir fitxar el jove ciclista italià. El 2007 va ser expulsat de l'equip per un control positiu a la Volta a Alemanya, i posteriorment sancionat durant un any per l'UCI.
El 2008 va tornar a competir, però dos anys després, en un registre a casa seva, els carabinieri varen trobar substàncies prohibides. El Tribunal Nacional Antidopatge d'Itàlia el va suspendre per 5 anys.
Físicament, mesura 1,80 i pesa 70 kg; té una gran similitud amb Joan Antoni Flecha, cosa que ha fet que ambdós hagin estat confosos més d'una vegada.

## Palmarès
- 2000
  - 1r al Gran Premio della Liberazione
  - 1r al Tríptic de les Ardenes i vencedor d'una etapa
- 2001
  - 1r al Giro del Casentino
  - 1r al Giro del Valdarno
- 2005
  - 1r al Trittico Lombardo
  - Vencedor d'una etapa del Tour de França

### Resultats al Giro d'Itàlia
- 2002. 76è de la classificació general
- 2003. 72è de la classificació general
- 2007. 64è de la classificació general

### Resultats al Tour de França
- 2005. 62è de la classificació general. Vencedor d'una etapa

### Resultats a la Volta a Espanya
- 2005. 85è de la classificació general
- 2006. Abandona (13a etapa)
- 2007. Abandona (4a etapa)